# Gråkallen
Der Berg Gråkallen ist die zweithöchste Erhebung auf dem Gebiet der Kommune Trondheim in Norwegen. Er ist westlich von Trondheim in der Bymarka gelegen. 
Auf dem Gipfel des Berges befindet sich eine weithin sichtbare Radarkuppel (bis 2013 zwei Kuppeln) der Norwegischen Luftstreitkräfte. 
Seit dem Ende des 19. Jahrhunderts wurden die Hänge des Bergs für Skiwettkämpfe genutzt. Östlich des Berges wurde 1895 das Gasthaus Skistua errichtet. Am Südhang des Gråkallen wird ein Skilift betrieben.

## Zugang
Der Berg ist nicht besonders steil und mit festem Schuhwerk von allen Seiten aus zugänglich.
Eine Linie des Stadtbusses fährt bis Skistua. Eine andere Möglichkeit mit öffentlichen Verkehrsmitteln ist die Tram Gråkallbanen. Sie verkehrt als Linie 1 von der Haltestelle St. Olavs gate in der Trondheimer Innenstadt über eine Panoramastrecke bis zur Ansiedlung Lian. Man folgt oben im Ort gegenüber dem Hotel der Straße Lianhaugen hinauf in den Wald. Nach einigen hundert Metern  zweigt ein schmaler Pfad Richtung Solemsåsen ab. Er führt rund einen Kilometer über Wald, Sumpf und Heide, bis er wieder auf den Fahrweg stößt. Ein bequemer Umweg, der auch mit einfachen Schuhen und Kinderwagen begehbar ist, folgt ab Lian einfach dem Lianvegen.

Wanderung von Lian zum Gråkallen
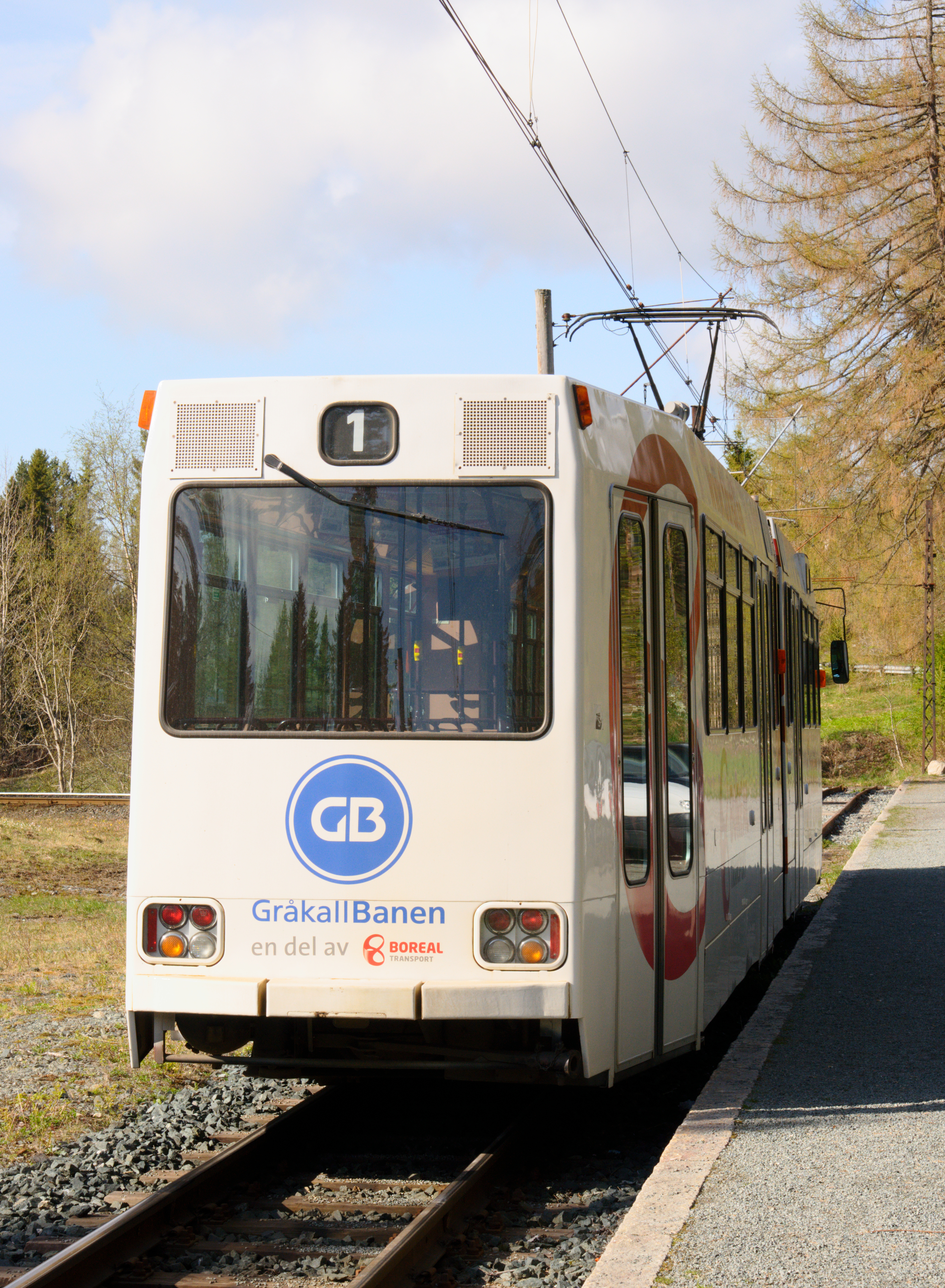
Gråkallbanen an der Endstation Lian
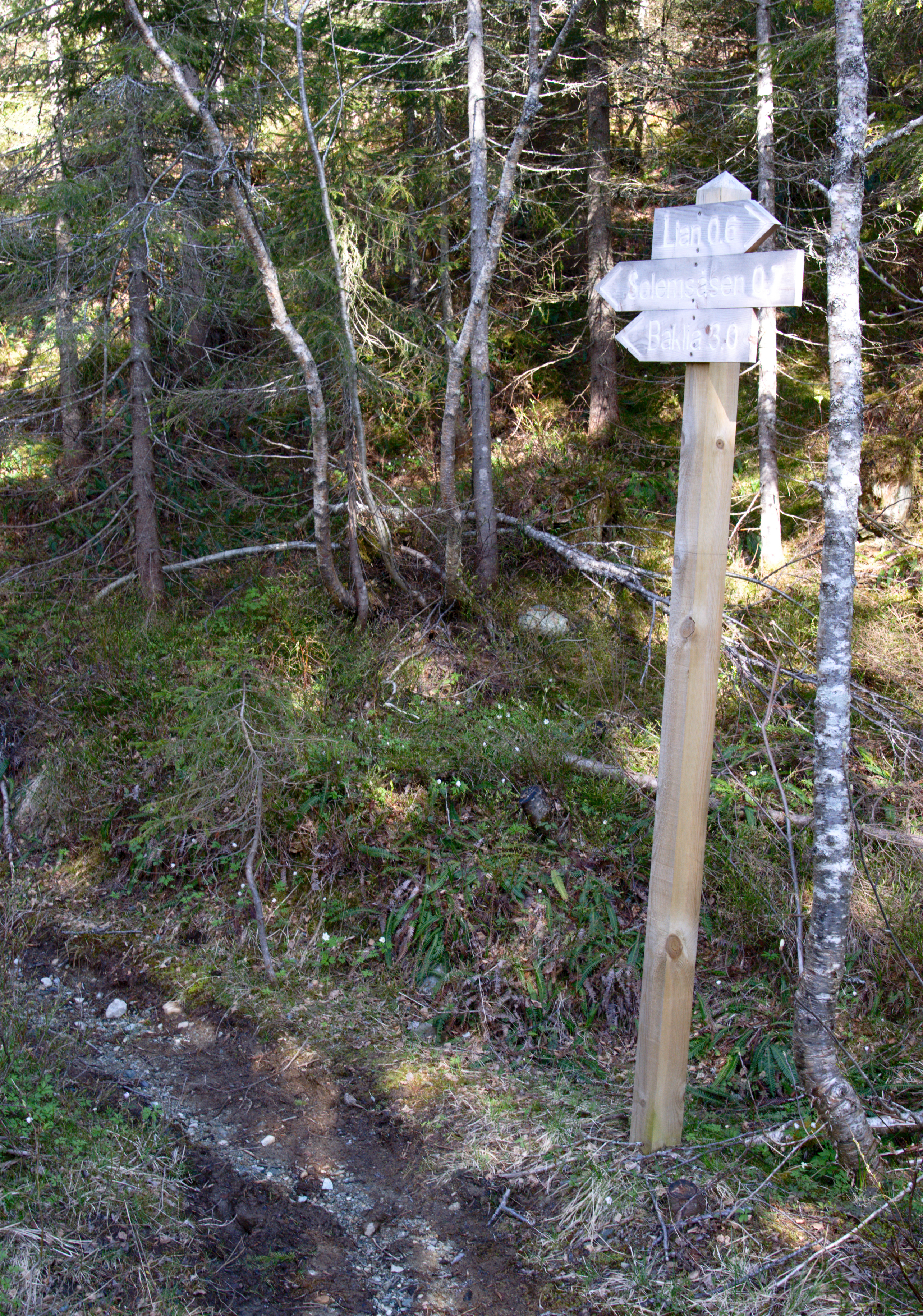
Wegweiser zum Wanderpfad
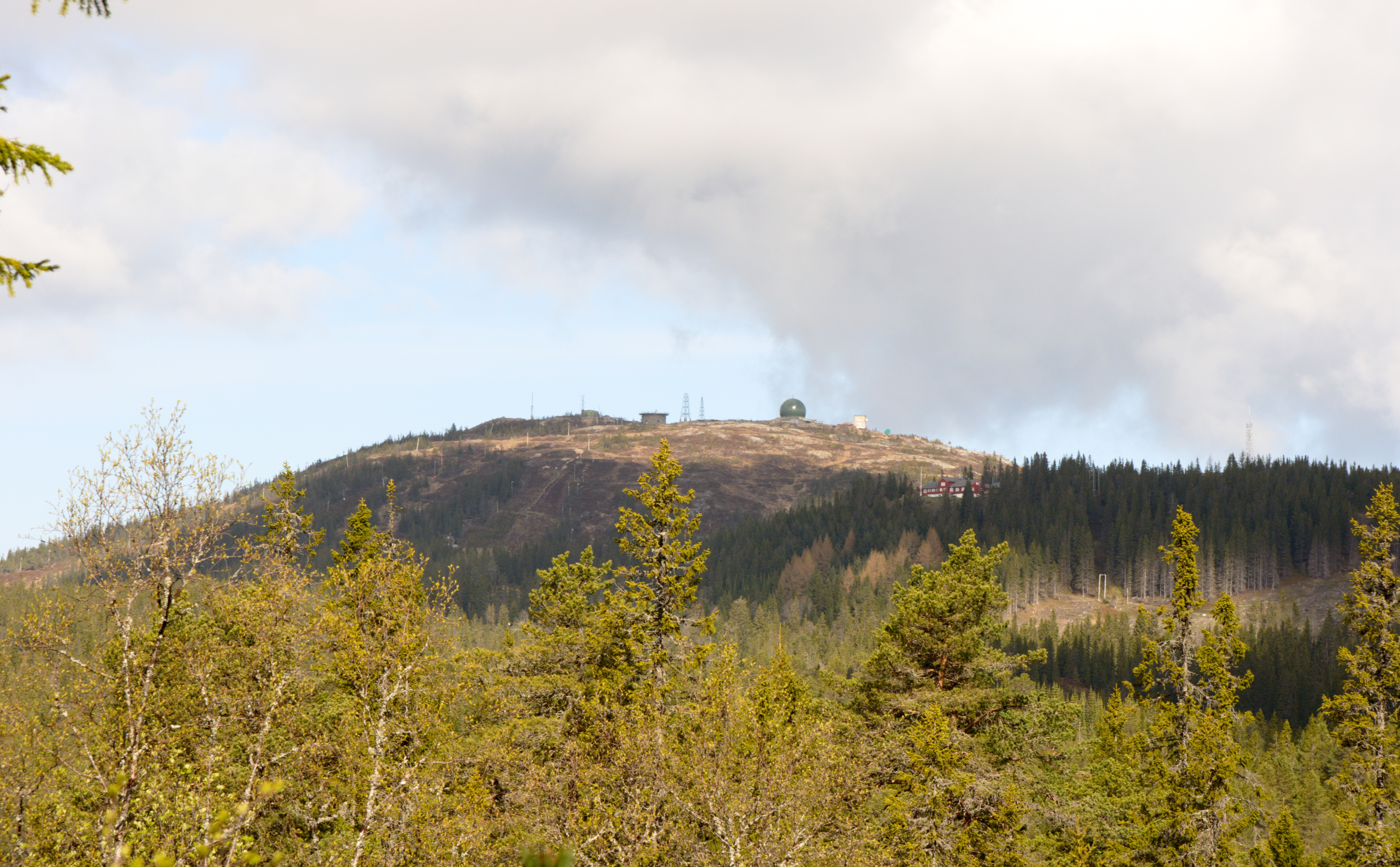
Blick von Solemsåsen aus südöstlicher Richtung zum Gipfel
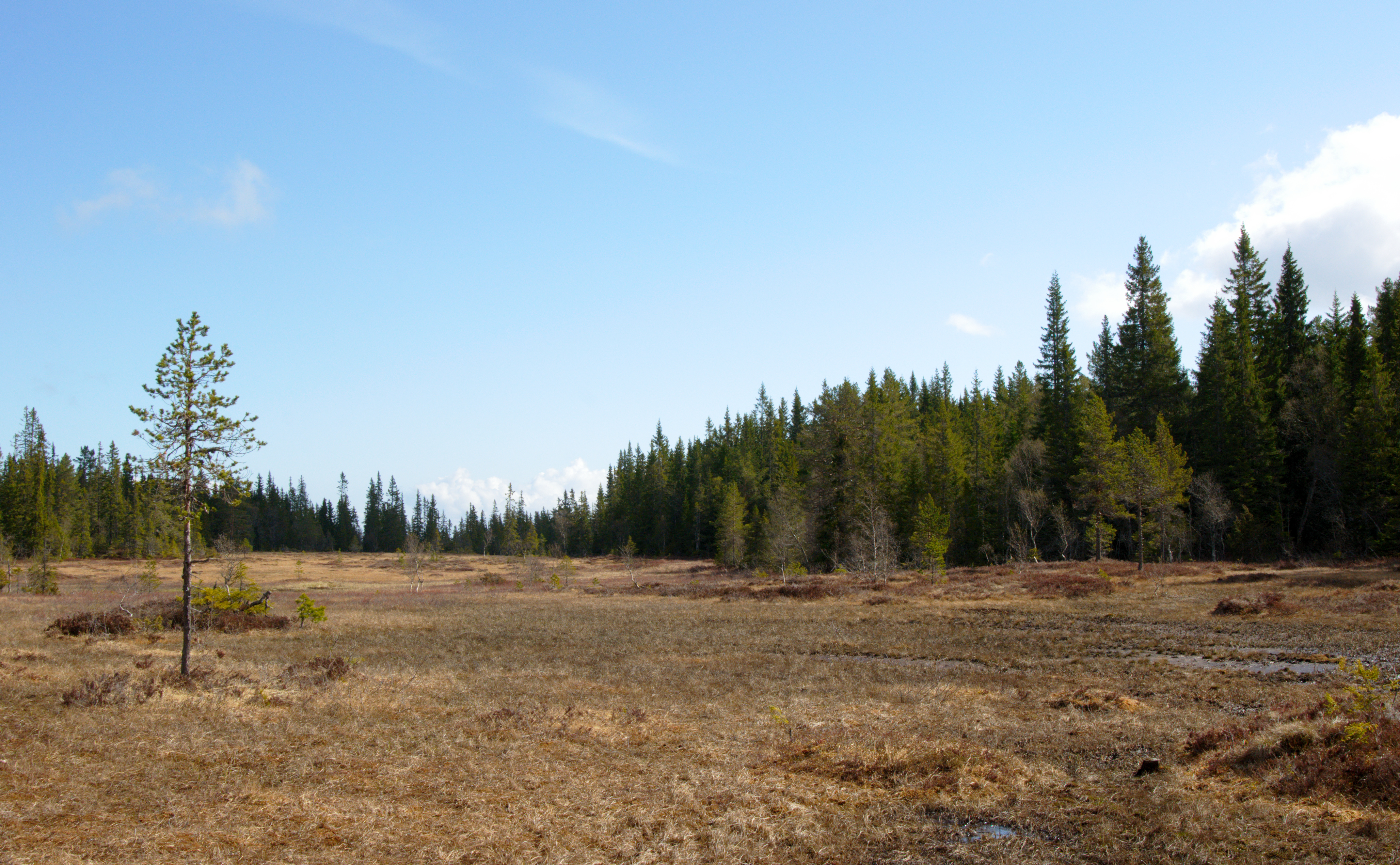
Moor auf halber Wegstrecke
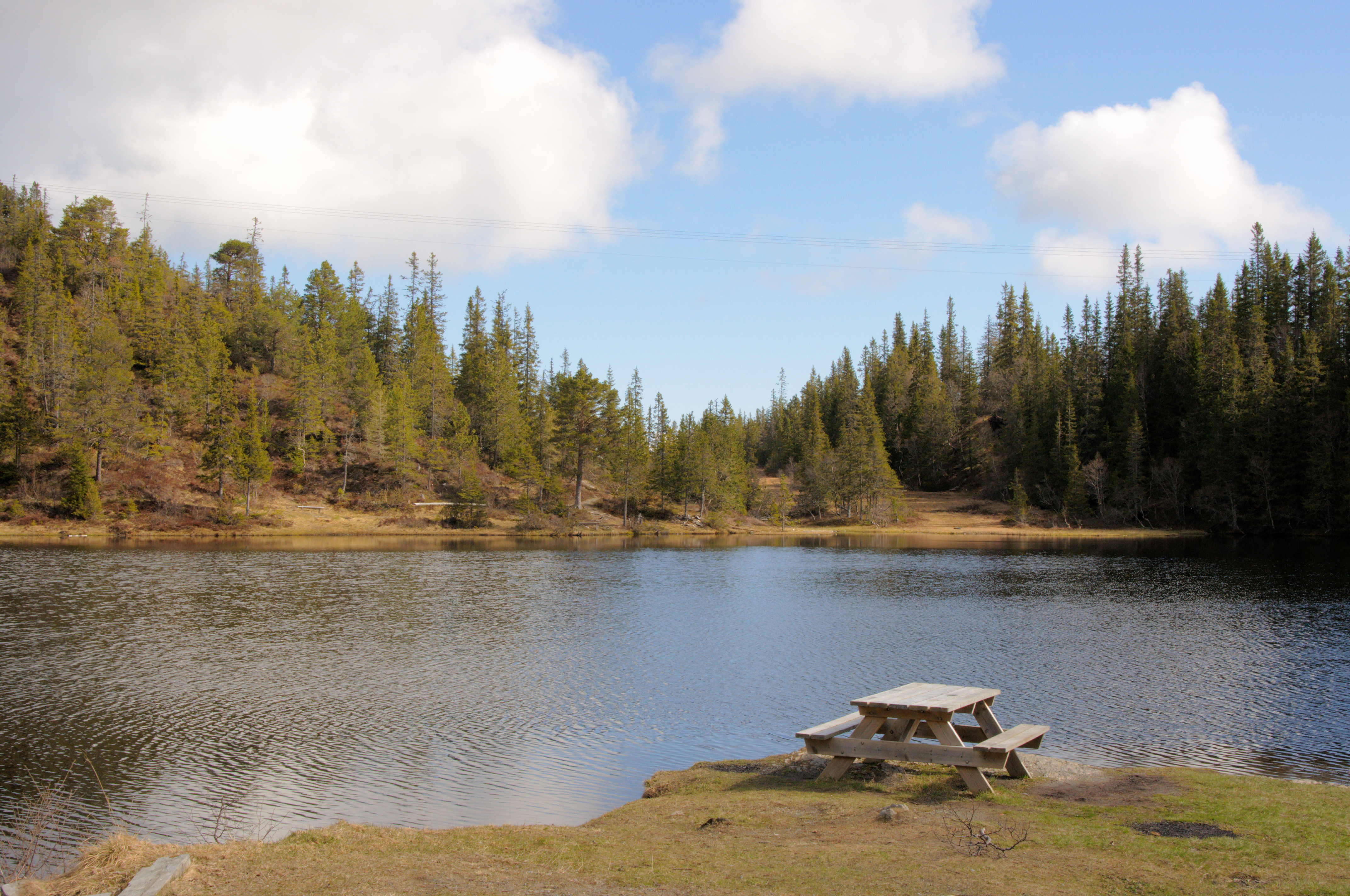
Blomstertjønna
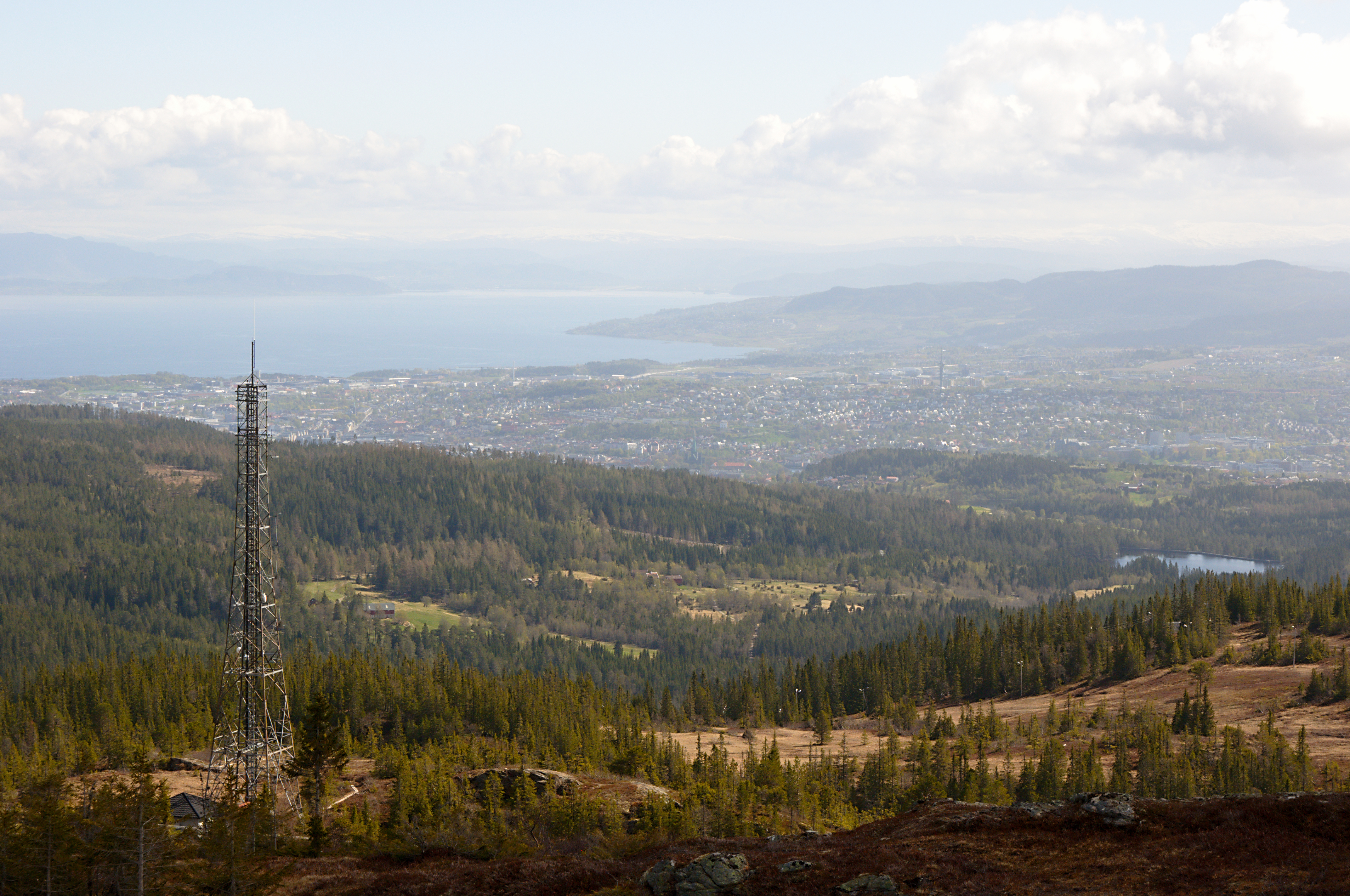
Blick vom Gipfel über Trondheim